# Minnesmärken över Raoul Wallenberg

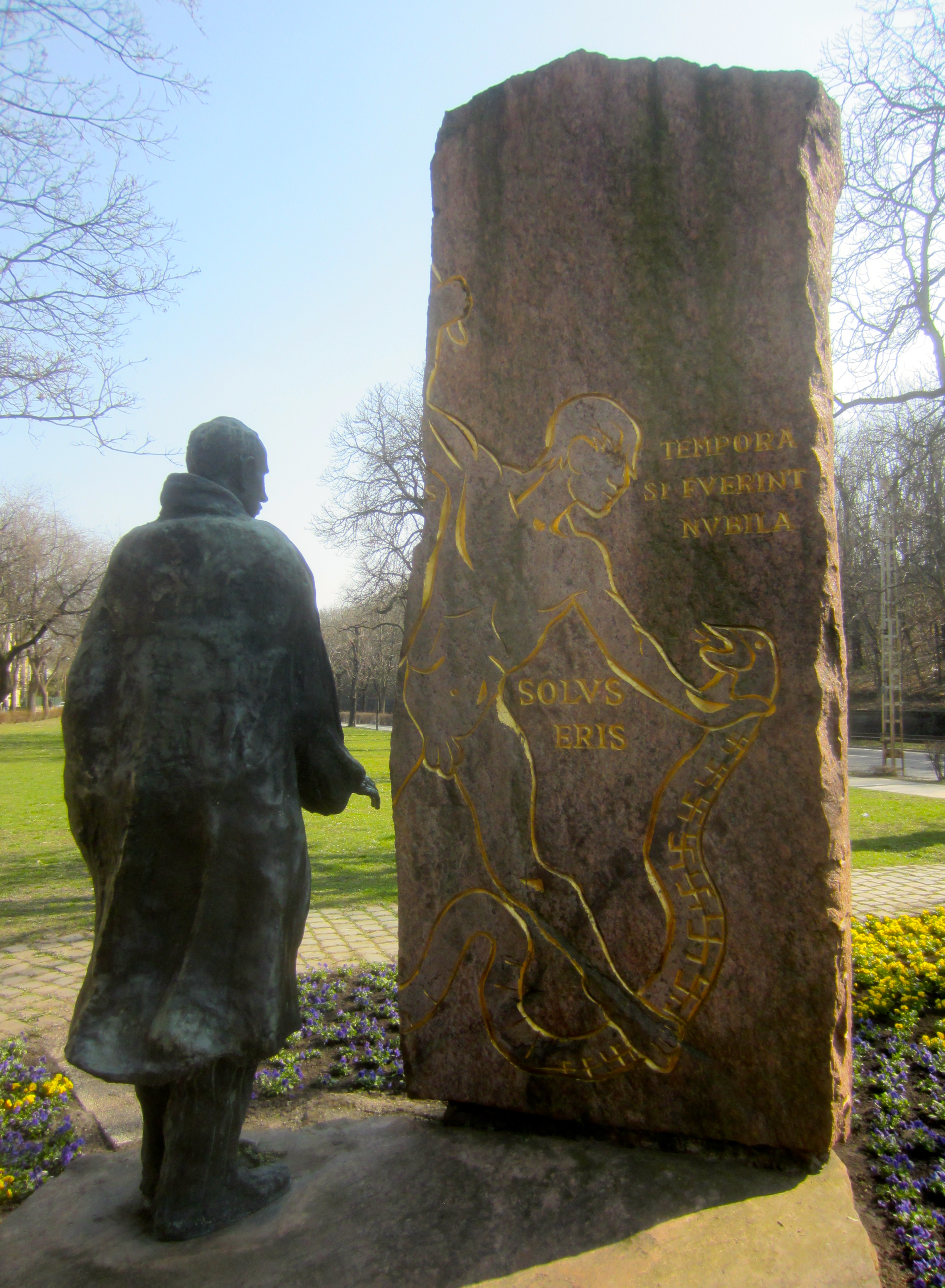
Skulptur i Budapest av Imre Varga vid korsningen Szilágyi Erzsébet fasor och Nagyajtai utca, Distrikt 2, Buda-sidan av Budapest - från 1967 även i Tel Aviv.

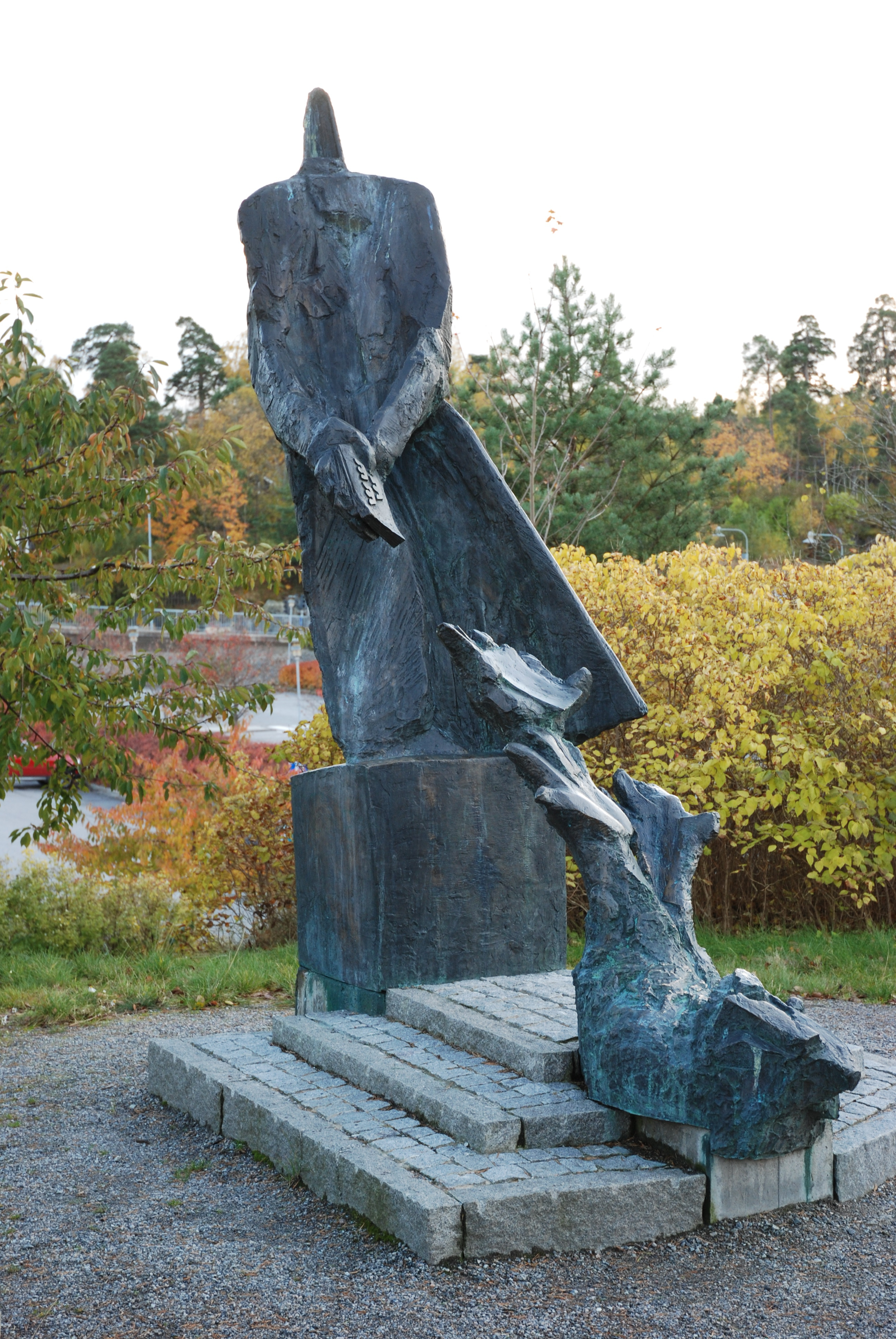
Wallenbergs gärning av Willy Gordon, stadshusparken i Lidingö.

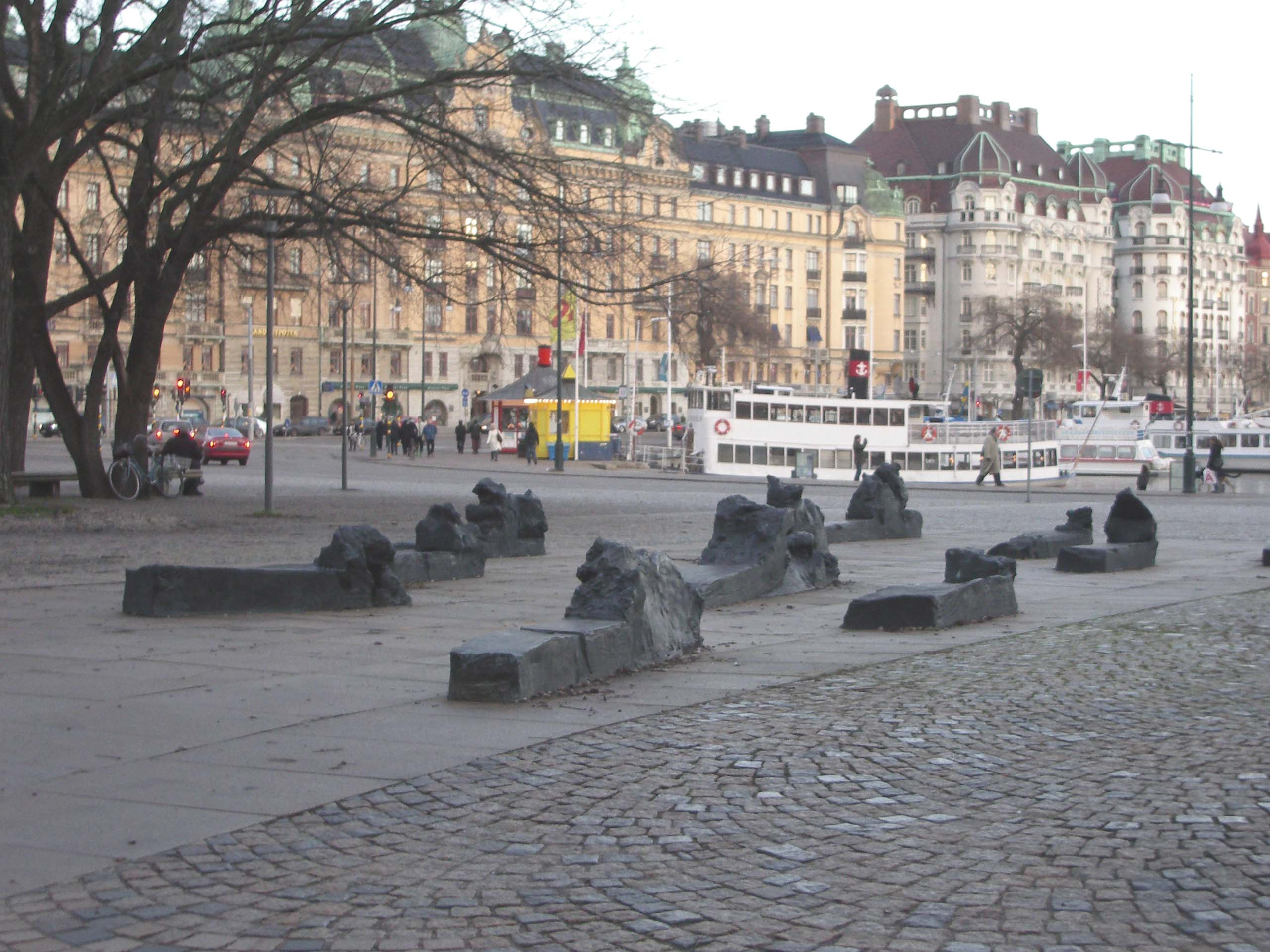
Till Raoul Wallenberg av Kirsten Ortwed, Raoul Wallenbergs torg i Stockholm.

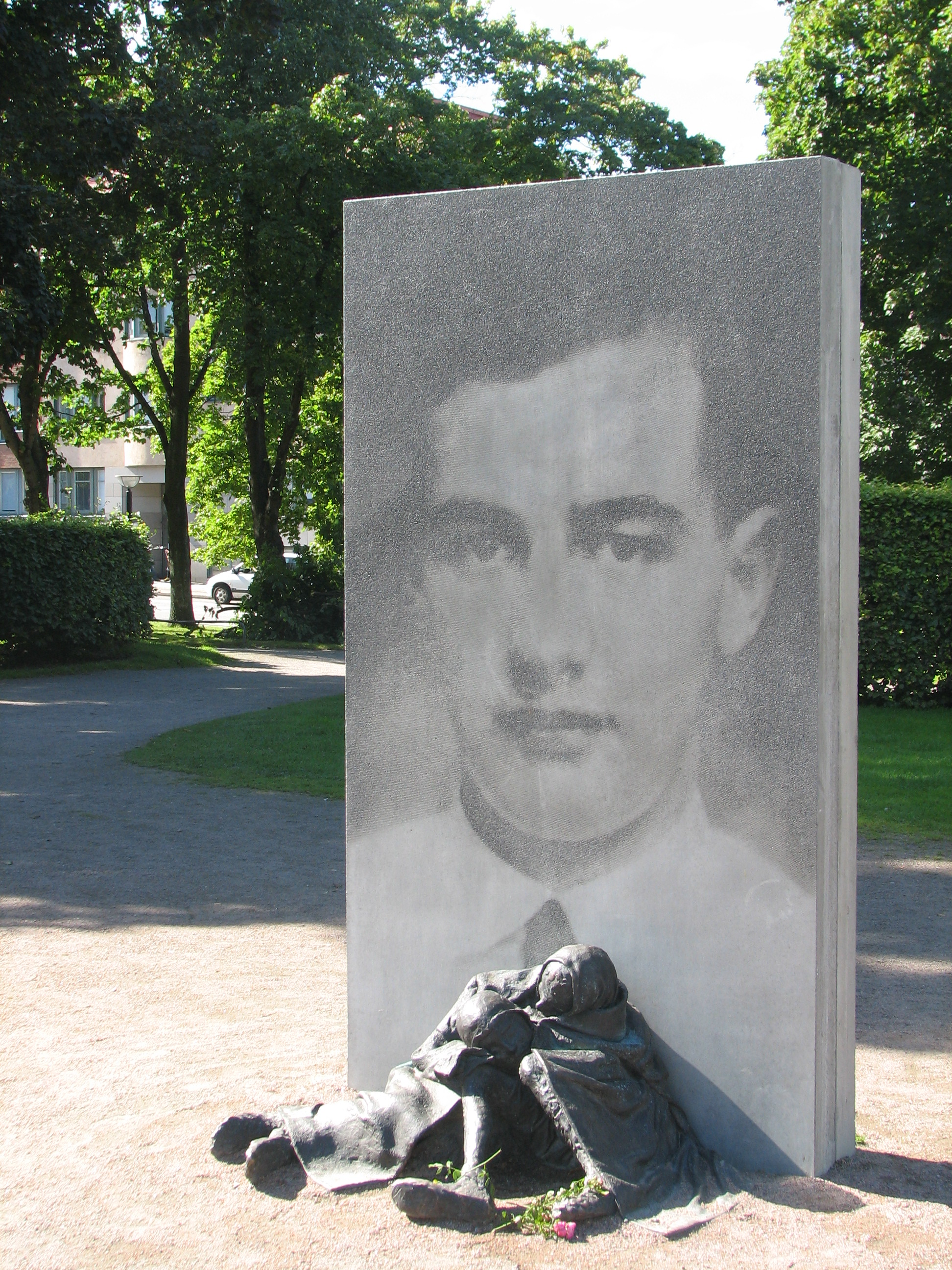
Minnesmärket över Raoul Wallenberg på Haga Kyrkoplan i Göteborg, av Charlotte Gyllenhammar.

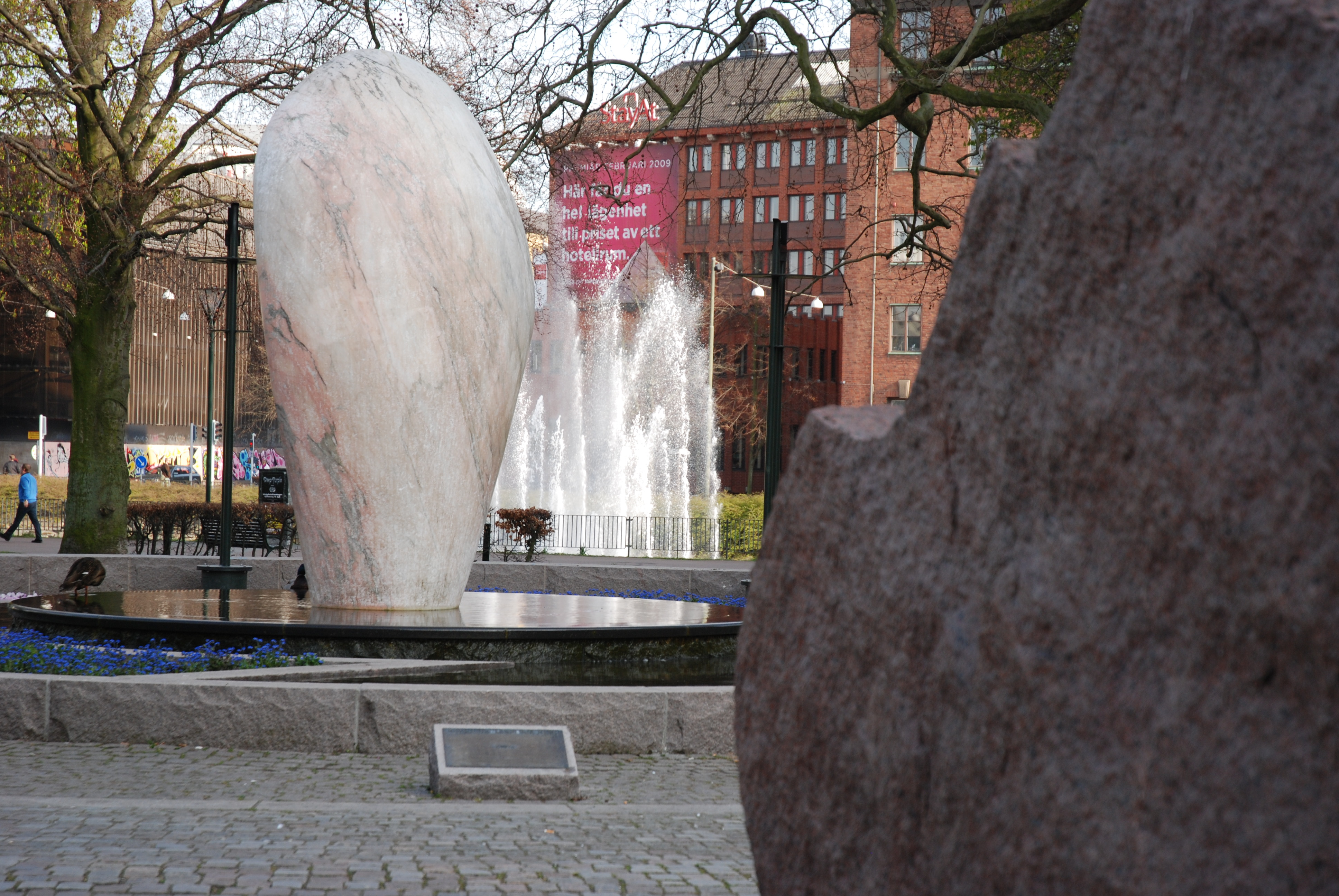
Pienza, av Staffan Nihlén, Raoul Wallenbergs plats i Malmö.

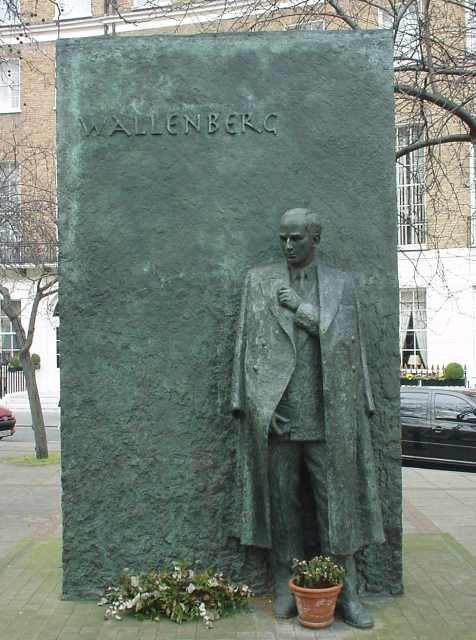
A memorial to Raoul Wallenberg i London, Storbritannien och Buenos Aires, Argentina.

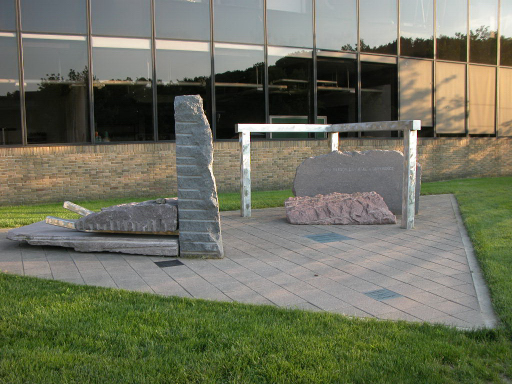
Köszönöm Raoul Wallenberg av Jon Rush, University of Michigan, Ann Arbor, Michigan, USA.

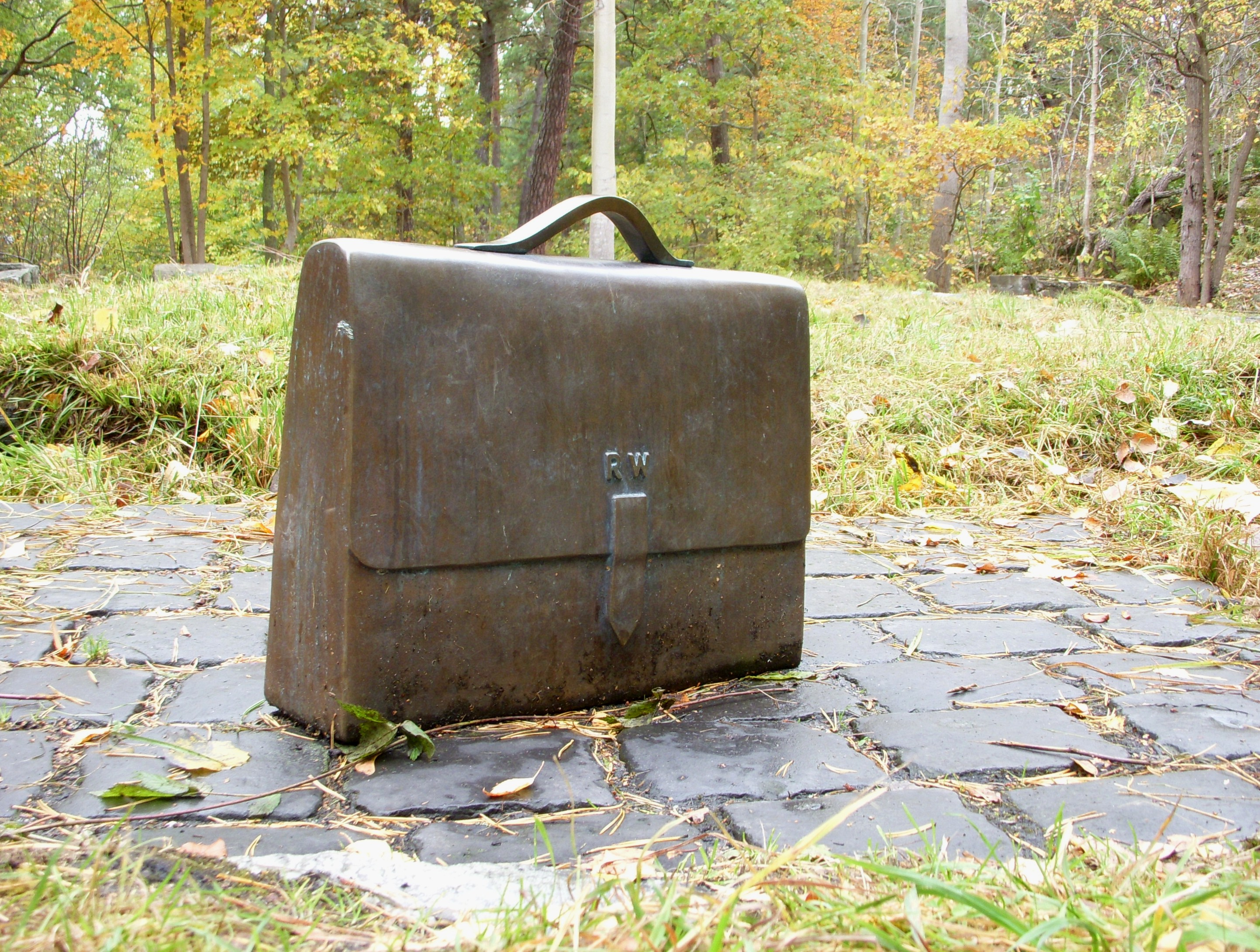
R W av Ulla Kraitz, Lidingö, också del av Ulla och Gustav Kraitz Hope i New York.

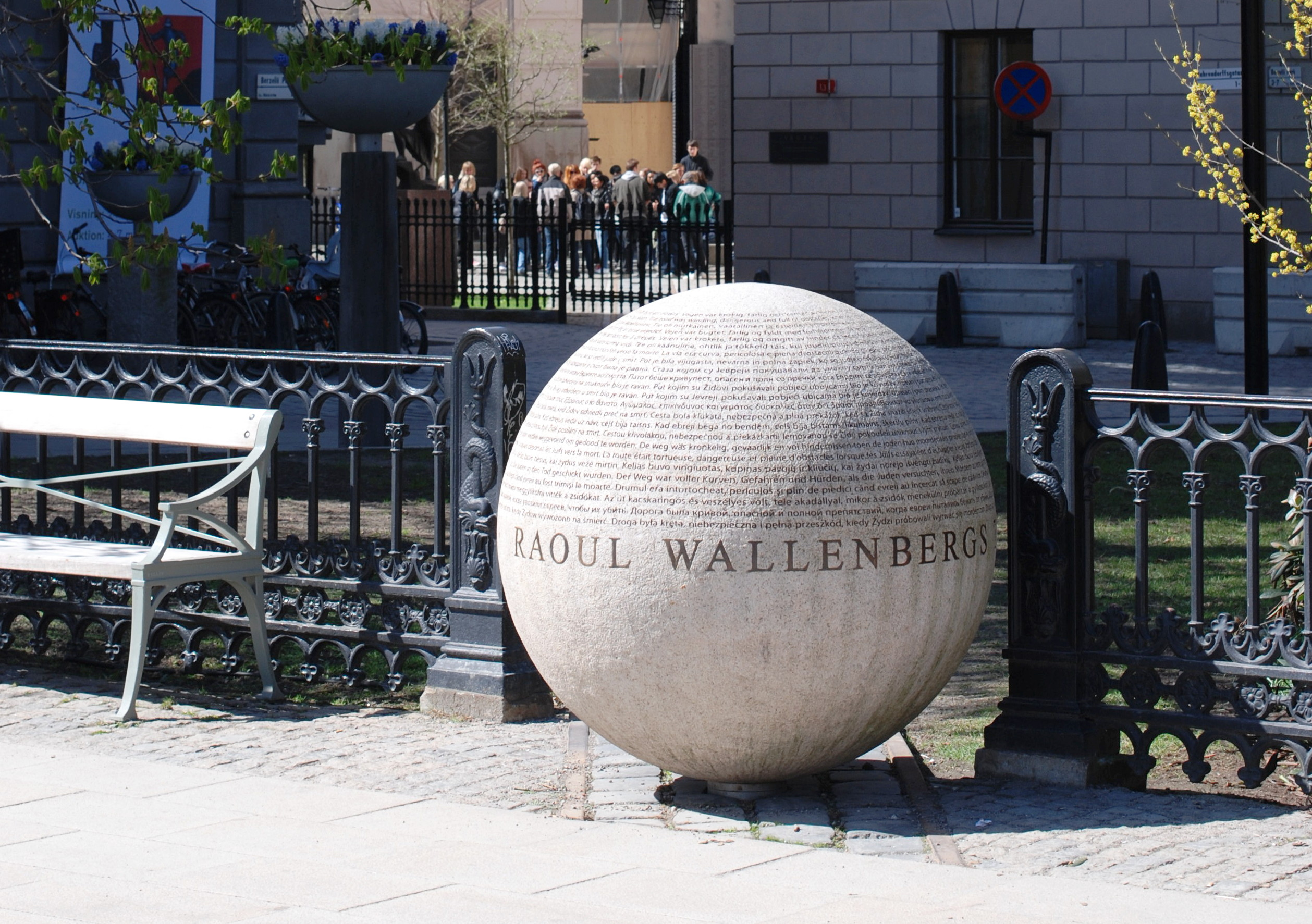
Granitklot, av Aleksander Wolodarski och Gabriel Herdevall på Raoul Wallenbergs Torg i Stockholm.

Minnesmärken över Raoul Wallenberg har satts upp i minst tio länder. Raoul Wallenberg har blivit föremål för hyllning i form av ett stort antal skulpturer eller andra minnesmärken. Det första monumentet restes redan 1949 i Budapest, finansierat av personer som Raoul Wallenberg räddat. Statyn är utformad i socialrealistisk stil och föreställer en man som håller fast en stor orm och är på väg att slå ihjäl ormen med en slägga. Den togs dock bort av den kommunistiska regimen dagen efter invigningen. Sedan år 1999 finns en nygjuten skulptur av Imre Varga uppsatt vid korsningen Szilágyi Erzsébet fasor och Nagyajtai utca, Distrikt 2, på Buda-sidan av Budapest – se foto.
Flertalet minnesmärken har rests under de senaste 25 åren. De är av mycket olika utformning, från realistiska avbildningar av Raoul Wallenberg ute på gatorna i Budapest (Philip Jacksons skulpturer i London och Buenos Aires) till abstrakta verk (som Kirsten Ortweds kontroversiella skulptur Till Raoul Wallenberg i Stockholm). Många av minnessmärken har tillkommit efter insamlingar av privatpersoner (som Wallenbergs gärning i Lidingö) eller genom enskilda donationer (som Hope i New York).

## Lista över skulpturer

### Argentina
- A memorial to Raoul Wallenberg, av Philip Jackson, Rubén Darío Square i Buenos Aires (även på Great Cumberland Place, London)

### Australien
- Raoul Wallenberg, av Karl Duldig, Kew Junction i Melbourne (1985)
- Raoul Wallenberg, av Anna Cohn, Edge Cliff road/Ocean street i Woollahra, Sydney (1986)
- Raoul Wallenberg, av Adam Chyrek, i Jewish Museum, 140 Darlinghurst Road i Sydney (1992)

### Chile
- Skulptur i Parque en Américo Vespucio i Santiago de Chile

### Israel
- Skulptur av Imre Varga, korsningen Habarzel Street/Wallenberg Street i Tel Aviv, (2002, även i Budapest)
- Porträttbyst, av Mark Salmon, vid Yad Vashem i Jerusalem (1982)

### Kanada
- Porträttbyst, av Paul Lancz vid Raoul Wallenberg Square i Montréal (1995)
- Skulptur av Uga Drava, Nepean i Ottawa (1987)
- Porträttbyst av Ernest Raab, Toronto

### Ryssland
- Skulptur av Gianpietro Kudino, bibliotek i Moskva (2001)

### Storbritannien
- A memorial to Raoul Wallenberg, av Philip Jackson, Great Cumberland Place, London (även på Rubén Darío Square i Buenos Aires, Argentina)
- Skulptur, nära Welsh National War Memorial i Alexandra Gardens, Cardiff

### Sverige
- Minnestavla uppsatt 2013 utanför bostadshuset Bragevägen 12 i Stockholm, där Wallenberg var bosatt innan han for till Budapest och aldrig återvände.
- Till Raoul Wallenberg, av Kirsten Ortwed på Raoul Wallenbergs torg i Stockholm (2001)
- Granitklot av Aleksander Wolodarski och Gabriel Herdevall på Raoul Wallenbergs torg i Stockholm (2001)
- Pienza, av Staffan Nihlén på Raoul Wallenbergs plats i Malmö (1992-93)
- Minnesmärke - Raoul Wallenberg, av Charlotte Gyllenhammar på Haga Kyrkoplan i Göteborg (2007)
- Monument över Raoul Wallenbergs gärning, av Willy Gordon i Stadshusparken i Lidingö (1999)
- Reief i brons av Geró Gabor Bottos vid Raoul Wallenbergs plats i Linköping (samma som i Budapest)
- Attachéväska R.W.[2], av Ulla Kraitz, vid familjen Wallenbergs tidigare bostad Kappsta på Lidingö (2002), Södra Promenaden i Malmö mellan Södertull och Amiralsbron samt utanför Skissernas Museum i Lund
- Minnesmärke över den goda gärningen och Raoul Wallenberg, installation av Lenke Rothman, Riksdagshuset i Stockholm (1999)

### Ungern
- Monument, av Pal Patzaj (1949/1999), Budapest (även Debrecen)
- Monument, av Pal Patzaj i mindre skala, vid ingången till Radiologiska kliniken i Budapest (1974)
- Skulptur av Imre Varga (1967), District 2, korsningen Szilágyi Erzsébet fasor och Nagyajtai utca, distrikt 2, Buda-sidan i Budapest (även i Tel Aviv)
- Monument av Pal Patzaj i Debrecen (1953, också i mindre skala i Budapest)
- Relief i brons av Geró Gabor Bottos på Raoul Wallenberggatan i Budapest (samma som i Linköping)
- Do not forget av Gustav och Ulla Kraitz, diabas och brons, Erzsebettorget i Budapest (2014)[3]

### USA
- Hope av Gustav Kraitz och Ulla Kraitz vid Första avenyen/51:a gatan i New York, USA (1998)
- Porträttbyst, av Lotte Stavisky, i New York Public Library (1986)
- "Köszonöm Raoul Wallenberg" ("Tack Raoul Wallenberg"), av Jon Rush, framför västra ingången till Art and Architecture Building, vid University of Michigans North Campus, Bonisteel Boulevard i Ann Arbor, Michigan, granit och rostfritt stål (1995)[4]
- Porträttbyst av Miri Margolin i Kapitolium i Washington D.C.
- Skulptur av Franco Assetto, korsningen Beverly Boulevard/Fairfax Avenue i Los Angeles (1988)
- Courage and compassion, av Edward M. Adams, Parsippany, New Jersey (1998)
- Skulptur av Joseph Wachtel i Palm Beach, Florida (2001)
- Skulptur i Redwood City, California (2002)

## Lista över skolor
- Raoul Wallenberg Educational Center - Buenos Aires, Argentina
- The Raoul Wallenberg Integral High School - Curitiba, Brasilien
- Raoul Wallenberg Kindergarten & Primary School - Los Ríos, Ecuador
- Raoul Wallenbergskolan - Flertal städer i Sverige
- Raoul-Wallenberg Schule - Dorsten, Tyskland
- Raoul-Wallenberg-Oberschule - Berlin, Tyskland
- Raoul Wallenberg Human Szakkozepiskola es Gimnazium - Budapest, Ungern
- Raoul Wallenberg Lyceum - Montevideo, Uruguay
- Raoul Wallenberg Traditional High School - San Francisco, USA
- Raoul Wallenberg High School, Brooklyn - New York, USA
- Raoul Wallenberg Pre-School Educational Unit - Caracas, Venezuela

## Mindre minnesmärken
Den argentinska konstnären Norma D'Ippolito skapade 1999 en 32,5 cm hög bronsskulptur, Homage to Raoul Wallenberg, på beställning av International Raoul Wallenberg Foundation. Denna har tillverkats i ett dussintal exemplar och skänkts till institutioner och offentliga personer, till exempel Unesco i Paris samt Sveriges och vissa andra länders ambassader i Buenos Aires.